# Sing Shi-Wo-Wo (Stop The Pollution)
A Sing Shi-Wo-Wo (Stop The Pollution) című dal a nigériai Dr. Alban 4. kislemeze a Hello Afrika című debütáló albumról. A dal több slágerlistára is felkerült.

## Tracklista
CD kislemez
1. „Sing Shi-Wo-Wo (Stop The Pollution)” (rainforest mix) — 6:38
2. „Sing Shi-Wo-Wo (Stop The Pollution)” (shi wo-wo dup mix) — 3:06
3. „Sing Shi-Wo-Wo (Stop The Pollution)” (mental mix) — 4:00
4. „Proud To Be Afrikan (proud to be a cd bonus mix)” — 5:13

7" kislemez
1. „Sing Shi-Wo-Wo (Stop The Pollution)” (98.7 radio mix) — 3:59
2. „Sing Shi-Wo-Wo (Stop The Pollution)” (98.7 radio dub) — 4:00

12" kislemez
1. „Sing Shi-Wo-Wo (Stop The Pollution)” (rainforest mix) — 6:38
2. „Sing Shi-Wo-Wo (Stop The Pollution)” (shi wo-wo dup mix) — 3:06
3. „Sing Shi-Wo-Wo (Stop The Pollution)” (mental mix) — 4:00

## Slágerlista

### Legmagasabb helyezések
| Slágerlista (1991)             | Legmagasabb helyezés |
| ------------------------------ | -------------------- |
| Ausztria (Ö3 Austria Top 40)   | 16                   |
| Svédország (Sverigetopplistan) | 36                   |
| Svájc (Schweizer Hitparade)    | 13                   |